# Raik Thorstad
Raik Thorstad (* 12. August 1980 in Osnabrück, aufgewachsen in Bramsche) ist ein deutscher Autor homoerotischer Romane und Kurzgeschichten. Dabei legt er sich nicht auf ein Genre fest, seine bisherigen Veröffentlichungen stammen aus den Bereichen Fantasy, Science-Fiction und Gegenwartsliteratur, Historienroman und historischer Kriminalroman.

## Biographie
Bereits als Jugendlicher versuchte sich Raik das erste Mal am Schreiben. Daneben nahm die Musik lange Zeit einen ebenso wichtigen Platz in Raiks Leben ein. Deshalb absolvierte er nach der Schule eine Ausbildung als Musikalienhändler und arbeitete auch einige Jahre in diesem Beruf. Während dieser Zeit verfasste Raik einige Kurzgeschichten und schrieb Plattenkritiken und Konzertberichte für diverse Musikmagazine und Webzines, verfolgte jedoch keine ernsthaften schriftstellerischen Pläne. Nachdem er jedoch 2007 aufgrund einer Verletzung gezwungen war, seinen Beruf aufzugeben, drängte sich das Schreiben über den so zwangsweise entstandenen Freiraum wieder zurück in sein Leben. Es folgten zunächst einige online veröffentlichte Geschichten und Kurzgeschichten, bevor 2011 der erste Roman Leben im Käfig erschien.
Raik Thorstad lebt Emmerich.

## Veröffentlichungen

### Romane
- Leben im Käfig. Fantasy Welt Zone Verlag, 2011. (Neuauflage Cursed Verlag, 2017, ISBN 978-3-9815948-2-9)
- Zenjanischer Lotus. Incubus Verlag, 2012, ISBN 978-3-9815220-0-6.
- Nach der Hölle links. Incubus Verlag, 2013, ISBN 978-3-9815948-0-5. (Neuauflage Cursed Verlag, 2017, ISBN 978-3-95823-103-0)
- 3517 Anno Domini: Wir waren Götter. Incubus Verlag, 2014, ISBN 978-3-945569-00-9. (Neuauflage Cursed Verlag, 2018, ISBN 978-3-95823-106-1)
- Zerrspiegel. Cursed Verlag, 2014, ISBN 978-3-95823-009-5.
- Opiumschwaden, Cursed Verlag, 2017, ISBN 978-3-95823-097-2.
- Wildfang, Cursed Verlag, 2017, ISBN 978-395-8-23104-7.
- Bärenhunger, Cursed Verlag, 2018, ISBN 978-3-95823-131-3.
- Find me, keep me, Cursed Verlag, 2018, ISBN 978-3-95823-150-4.
- Take me down under – Tasmanien im Herzen, Cursed Verlag, 2019, ISBN 978-3-95823-220-4.
- Das Würfelspiel der Götter, Cursed Verlag, 2019, ISBN 978-3-95823-229-7.
- Zenjanisches Feuer, Cursed Verlag, 2020, ISBN 978-3-95823-266-2
- Take me down under - Melbourne im Blut, Cursed Verlag, 2020, ISBN 978-3-95823-297-6
- Zenjanische Asche, Cursed Verlag, 2021, ISBN 978-3-95823-310-2

### Anthologien
- Definitionssache in der Anthologie Winterliebe. Fantasy Welt Zone Verlag, 2011, ISBN 978-3-942539-51-7.
- Finito und Fahrendes Volk in der Anthologie Sommerliebe. Fantasy Welt Zone Verlag, 2011, ISBN 978-3-942539-67-8.
- Gottes Wege und Der Duft an deinen Händen in der Anthologie Kräuter-Code. Incubus Verlag, 2012, ISBN 978-3-9815220-1-3.
- Die Küstenstraße in der Anthologie Gleich, Liebes, gleich ist das Essen fertig. Größenwahn Verlag, 2014, ISBN 978-3-942223-80-5.
- Das steinerne Bild in der Anthologie Zusammen finden: Benefiz-Anthologie. Hrsg. J. Walther, 2015, ISBN 978-1-5151-0480-3.